# The Phoenician Scheme
The Phoenician Scheme er en amerikansk spionkomedie med sort humor fra 2025, der er instrueret af Wes Anderson. Benicio del Toro spiller hovedpersonen, og en række andre kendte skuespillere, blandt andet Scarlett Johansson, Tom Hanks og Benedict Cumberbatch medvirker i filmen.

## Handling
Filmen handler om spionage og et anstrengt far-datter-forhold. Rigmanden Zsa-zsa Korda (Benicio Del Toro), der tidligere har overlevet seks flystyrt, udnævner sin datter, der er nonne, som sin enearving, mens han søsætter sit "livs vigtigste projekt". Historien handler blandt andet om forræderi og moralsk svære valg.

## Medvirkende
- Benicio del Toro som Zsa-zsa Korda
- Mia Threapleton som søster Liesl
- Michael Cera som Bjørn Lund
- Riz Ahmed som prins Farouk
- Tom Hanks som Leland
- Bryan Cranston som Reagan
- Mathieu Amalric som Marseille Bob
- Richard Ayoade som Sergio
- Jeffrey Wright som Marty
- Scarlett Johansson som kusine Hilda
- Benedict Cumberbatch som onkel Nubar
- Bill Murray som Gud
- Charlotte Gainsbourg som første kone
- Willem Dafoe
- F. Murray Abraham som profet[3]

## Modtagelse

### Danmark
I Informations anmeldelse skrev Christian Monggaard, at filmen var kulørt, underholdende og gakket, men alligevel lidt skuffende sammenlignet med Andersons bedste tidligere værker. Børsens anmelder Michael Solgaard gav filmen fire stjerner og fremhævede dens stilfulde scenografi og en række gode grin, men mente, at historien om røverbaroner forblev for overfladisk. Katrine Hornstrup Yde mente i Weekendavisen, at filmen mest henvendte sig til tilskuere, der i forvejen var en del af den "kult", som Andersons tidligere film havde skabt med deres helt særlige fiktive universer og stemning.

### USA
På det amerikanske websted Rotten Tomatoes, der opsummerer amerikanske mediers filmanmeldelser, var 79 % af de 72 indsamlede anmeldelser positive.